# マス・ドロコロ
マス・ドロコロ（Mesu Dolokoto、1995年1月21日 - ）は、スーパーラグビーフィジアン・ドゥルアに所属するラグビーユニオン選手。

## プロフィール
- フィジー出身。
- ポジションはフッカー(HO)。
- 身長 177cm、体重 115kg
- ニックネームはMesu[1]。
- フィジー代表キャップは15（2020年5月現在）[2]でワールドカップ2019のフィジー代表に選ばれた[3]。

## 略歴
ブランビーズ、フィジアン・ドゥルアを経て、2019年、グラスゴー・ウォリアーズに加入。
2021年、フィジアン・ドゥルアに復帰。